# Villa Torelli Mylius
Villa Torelli Mylius, comunemente nota solo come Villa Mylius, è una villa della città di Varese. Di proprietà del comune, l'ampio parco della villa è utilizzato come giardino pubblico.

## Storia

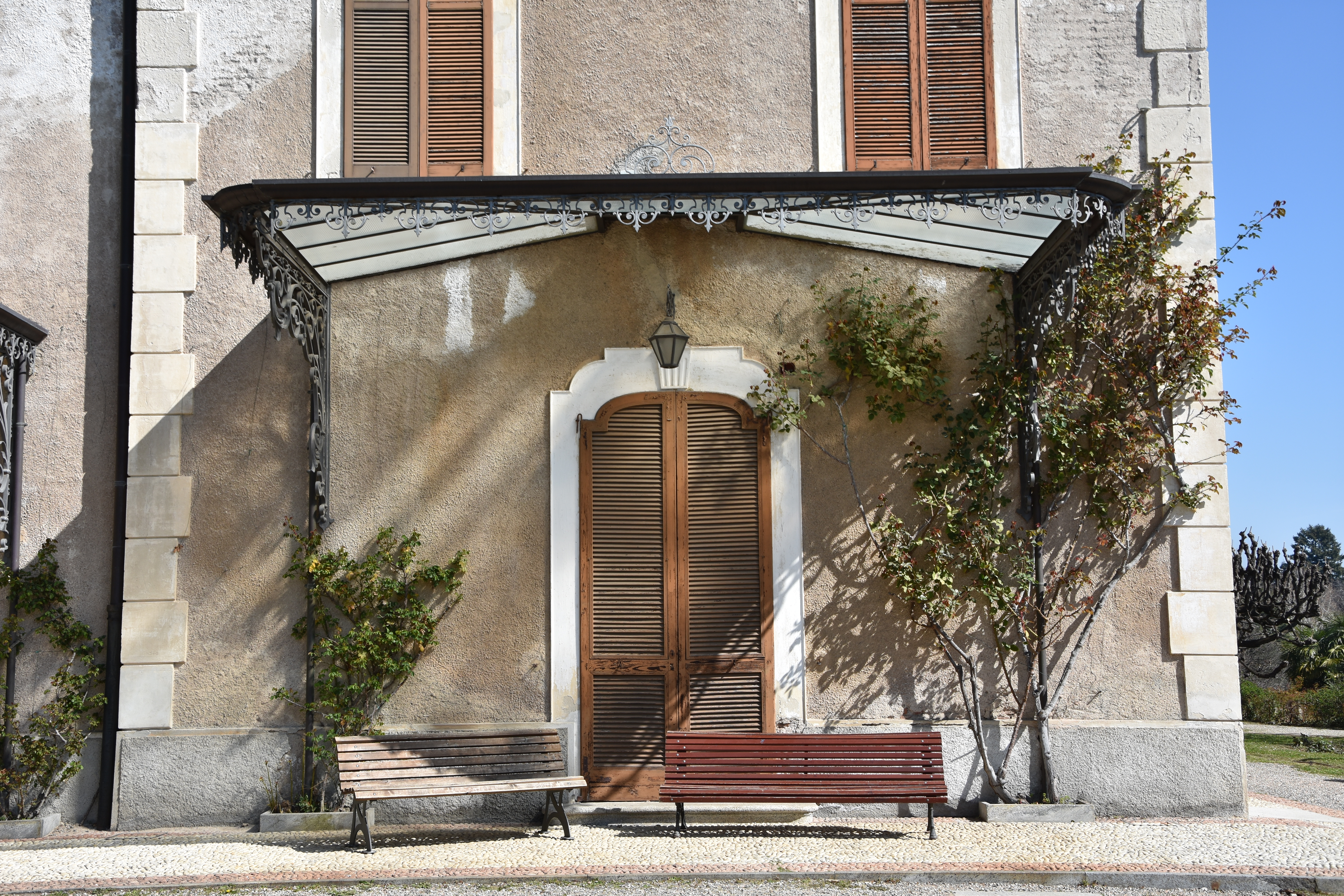
Particolare della villa

La costruzione dell'edificio risale al XVIII secolo. Nelle mappe catastali degli anni venti e trenta del Settecento la maggior parte del terreno sul quale sorge la villa apparteneva ai Padri Gesuiti di Varese, mentre il resto era ripartito fra le monache romite ambrosiane ed altri privati. Il terreno circostante, che in seguito sarebbe divenuto il parco della villa, era all'epoca una zona erbosa coltivata a vigneti e gelsi. Nel 1773 papa Clemente XIV soppresse la Compagnia di Gesù, i beni dei religiosi furono dunque espropriati e i loro terreni andarono al notabile Francesco Torelli, che nel 1808 commissionò una serie di interventi architettonici: gli edifici originali furono ampliati e il piano terra trasformato in una filanda. Nel 1905 Enea Torelli vendette la proprietà all'industriale del tessile Carlo Giorgio Mylius (titolare dell'azienda fondata dai fratelli Frederich ed Enrico Mylius). Fu il nuovo proprietario a rimodernare ad abbellire definitivamente l'edificio, trasformandolo in una villa di delizia. La trasformazione, commissionata ad Achille Majnoni d'Intignano, fu intrapresa a partire dal 1908. Alla morte di Carlo Giorgio Mylius la proprietà andò agli eredi, che la vendettero nel 1946 all'industriale Achille Cattaneo, il quale vi apportò ulteriori modifiche architettoniche, dando alla villa il suo aspetto finale. Nel dicembre del 2007 la Fondazione Cattaneo ha donato villa e parco al comune di Varese, che da allora l'ha trasformato in un parco pubblico intitolato ad Achille Cattaneo, come espressamente imposto all'atto della donazione.

Situato ai piedi del Colle dei Miogni, il parco si estende su una superficie di 78.000 mq, di cui 64.750 mq verdi, e l'odierno giardino paesaggistico romantico è una ristrutturazione voluta da Mylius nei primi anni del 1900 su progetto del paesaggista milanese Marchese: vasti prati punteggiati di conifere esotiche e latifoglie mediterranee o ornamentali. Sulla sommità della collina alle spalle della villa è stata realizzata una piscina ad albero, risalente alla metà del 1900, in sostituzione dell'esistente, opera del paesaggista Pietro Porcinai. Il progetto della piscina risale al 1952 e quasi corrisponde al progetto attuale, che considera anche la piscina circolare interna in erba e il trampolino come un "pezzo unico", disegnato da Porcinai per la villa. Il progetto terminò il 30 maggio 1955, interessando l'assetto complessivo dell'area montuosa. A sud del parco, intorno agli anni '80, furono aggiunti campi sportivi e altri servizi che possiamo trovare ancora oggi.

## Il parco

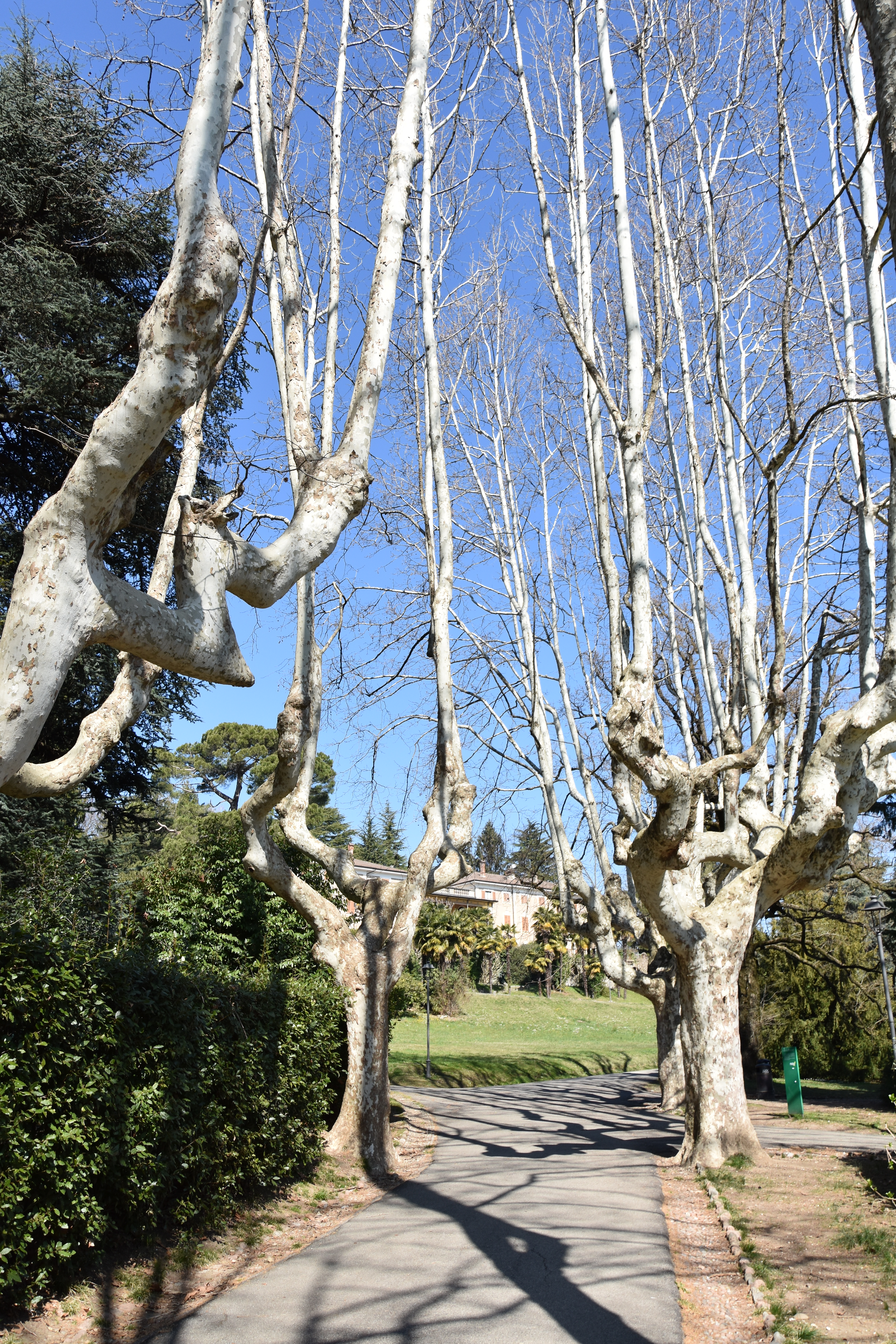
L'ingresso del parco in via Fiume

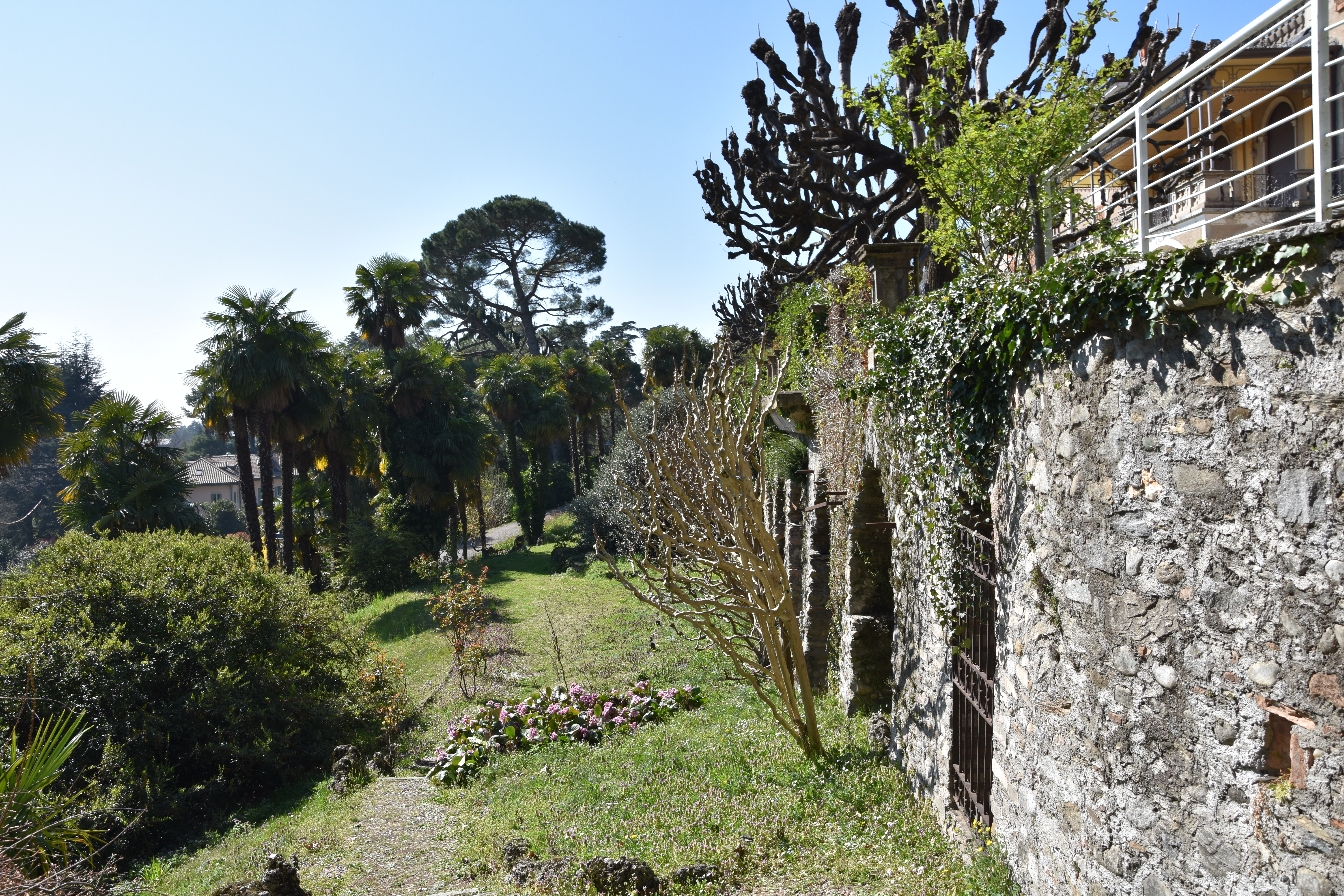
Flora nel parco "Achille Cattaneo"

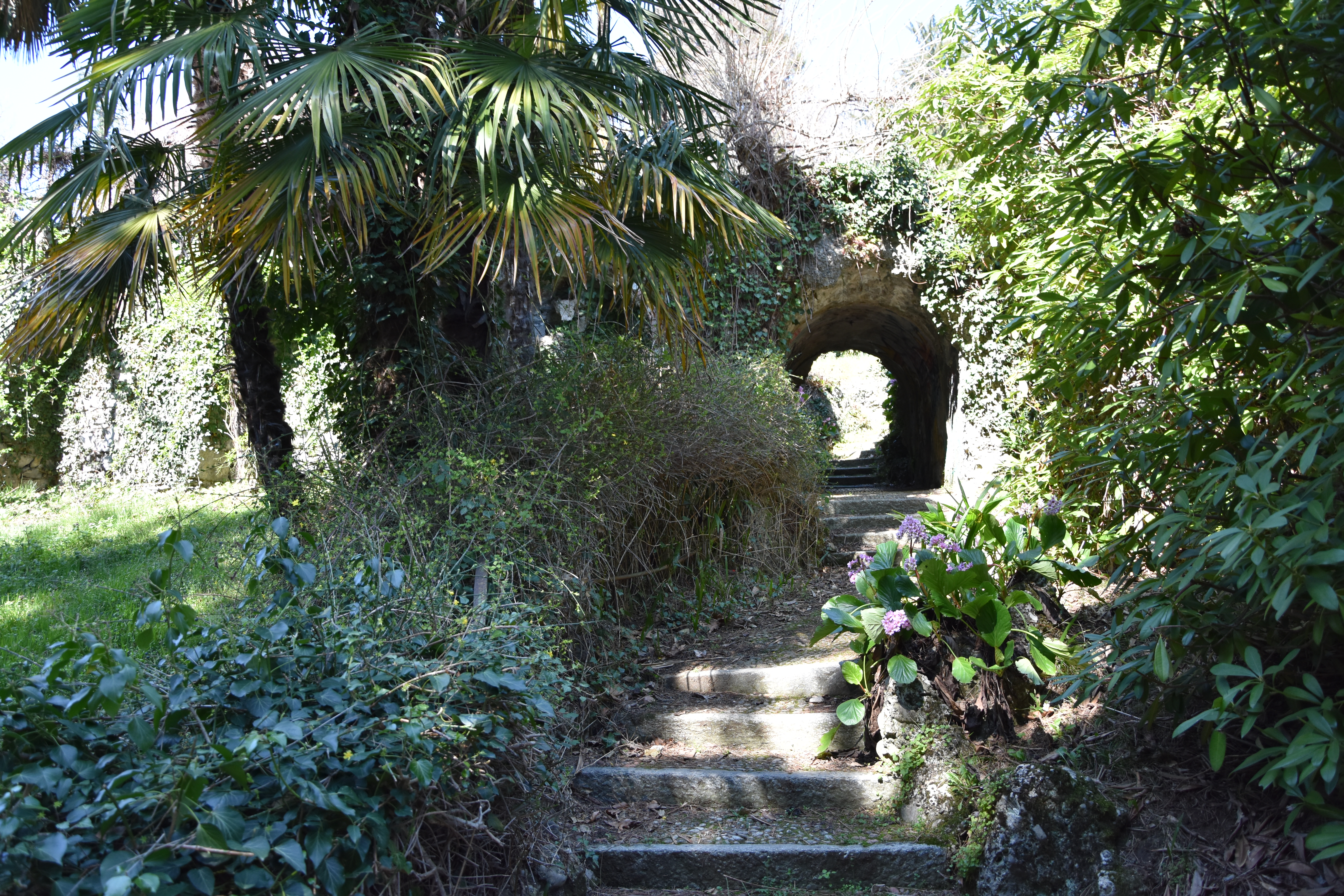
Percorso all'interno del parco

Il parco della villa ospita un nutrito gruppo di specie arboree, con alcuni esemplari che raggiungono dimensioni monumentali. Di seguito l'elenco delle specie più significative.
- Abete rosso
- Acero palmato
- Alloro
- Carpino bianco
- Castagno
- Cedro dell'Himalaya
- Cedro del Libano
- Cipresso di Lawson
- Cedro rosso del Giappone
- Faggio
- Farnia
- Mirto crespo
- Leccio
- Magnolia sempreverde
- Mirabolano porporino
- Pino domestico
- Pino silvestre
- Pino strobo
- Pioppo cipressino
- Pioppo euroamericano
- Platano ibrido
- Quercia da sughero
- Tasso